# Chuks Aneke
Chukwuemeka Ademola Amachi Aneke (ur. 3 lipca 1993 w Londynie) – angielski piłkarz pochodzenia nigeryjskiego występujący na pozycji pomocnika w angielskim klubie Milton Keynes Dons. Wychowanek Arsenalu, w swojej karierze grał także w takich zespołach jak Stevenage, Preston North End, Crewe Alexandra oraz Zulte Waregem. Były młodzieżowy reprezentant Anglii.